# Fernando Romera
Fernando Javier Romera Galán (Ávila, 1967), conocido como Fernando Romera es un profesor, poeta, traductor y ensayista. También es columnista en diversos medios de comunicación.

## Biografía

### Formación y docencia
Fernando Romera nació en 1967 en Ávila. Abulense de nacimiento, también está muy vinculado a la ciudad de Santander.  Estudió Filología Francesa y Filología Hispánica en la Universidad de Salamanca, donde se licenció en 1990. Es Doctor en Filología por el Departamento de Teoría de la Literatura de la UNED con una tesis titulada "El espacio urbano en la escritura autobiográfica". En la actualidad es Profesor universitario. Así mismo ha impartido conferencias sobre literatura para Universidades y otras instituciones de California, Misuri, Oxford, etc. Es miembro de número, entre otras sociedades de investigación, de la Institución de Investigación Gran Duque de Alba y del Centro de Investigación de Semiótica Literaria y Teatral de la UNED.

### Labor literaria
Fernando Romera fue el organizador, junto con el también poeta David Ferrer, de una serie de conferencias literarias en la ciudad de Ávila bajo el título de "Literatura para un fin de siglo". También fue el coeditor de la revista Falsirena, revista que se convirtió, finalmente, en una editorial literaria. 
Ha publicado varios libros de poesía. En 1996 recibió el Premio Nacional Joaquín Benito de Lucas por su libro Profanación del agua. Con posterioridad publicó el libro Marte melancólico en la editorial El toro de granito de Ávila, colección de poesía dirigida por Jacinto Herrero y, en el año 2011, "Cuarenta poemas". Su obra ha sido incluida en diversas antologías y revistas nacionales e internacionales.

En 2007 fue incluido entre los diez autores más destacados de la joven poesía española en la antología que publicó el diario La Jornada de México.
Ha sido también incluido en otras antologías, como 50 poetas contemporáneos de Castilla y León o Las palabras de paso, poetas en Salamanca 1976-2001.
En cuanto a su labor investigadora, volcada fundamentalmente en los estudios sobre autobiografía, cabe destacar la monografía El devenir del yo: reflexiones teóricas en torno a la escritura autobiográfica.  Igualmente los libros Ávila y la literatura de la Edad de Plata (Institución Gran Duque de Alba, 2006), Ávila en la obra de Ernest Hemingway o Rutas literarias por la provincia (Universidad de Salamanca). Sus artículos sobre escritura autobiográfica e identidad poética han aparecido en revistas universitarias de reconocido prestigio. Durante más de diez años estuvo publicando un diario de carácter literario en la web que aún hoy puede ser leído.
Su obra en prosa se ha desarrollado en diferentes medios de comunicación. También ha participado en documentales culturales, como "Jaime Gil de Biedma, retrato de un poeta" en Imprescindibles de la 2.

### Obra poética
Puede considerarse dentro de las corrientes clasicistas de la última poesía española. Su obra poética ha girado en torno a la idea de la identidad del poeta en sus poemas y de la dificultad de simbolismo en la poesía actual. Fruto de esta última idea surgió el libro "Profanación del Agua", basada en un poema de Aníbal Núñez y en la que se explora el simbolismo de lo cotidiano y la imposibilidad de la memoria como forjadora de la identidad. Hasta diez años después no apareció su segunda obra, "Marte melancólico", en el que se trata una visión personal de la vida posmoderna y el arte posmoderno desde la intimidad del poeta. Su obra "Cuarenta poemas" indaga en la idea de una poesía alejada del yo del autor en la que, sin embargo, la identidad se pueda apreciar a través de la mirada de los demás y de la historia que ha incidido en la vida del autor. Es una reivindicación de la historia humana y personal y de la cultura en que se nace como la creadora del "yo", frente a la concepción posmoderna de la identidad, abordado todo ello desde los temas clásicos de la poesía.
Su obra, sobre todo su último libro, está profundamente influida por la poesía francesa, fundamentalmente la de Philippe Jaccottet o Jacques Réda, autores a los que ha traducido en varias ocasiones.

### Premios
- Premio Nacional de Narrativa de la Asociación de la Prensa de Ávila
- Premio Nacional de Poesía Joaquín Benito de Lucas
- Premio de Innovación educativa. Junta de Castilla y León.

### Distinciones
En junio de 2025 fue nombrado, por el Cardenal Fernando Filoni, Caballero de la Orden Pontificia de Caballería del Santo Sepulcro de Jerusalén.

### Antropología y gastronomía
Fernando Romera es Académico de Número de la Academia Castellana y Leonesa de Gastronomía, fruto de sus estudios sobre la función antropológica y cultural de la gastronomía de Castilla.

### Libros de poesía
- Genealogía de la sombra (1996). Valladolid, Editorial P.O.E.M.A.S
- Profanación del agua (1997), Colección Melibea, Talavera de la Reina.
- Marte melancólico (2008), Colección El toro de granito, Ávila.
- Cuarenta poemas (2011), Colección Papeles de Recanati, Ediciones Falsirena, Ávila.

### Relato
- Trova para pasearse una reclusa. Premio Nacional de narrativa de la Asociación de la prensa de Ávila. En Relatos en el tiempo. Caja de Ávila, 2007
- La Miseria. En Relatos de Zamora. Zamora, 2017

### Investigación literaria: Monografías
- El devenir del yo y otras fantasías. Reflexiones teóricas sobre la escritura autobiográfica (2022). UCAV.
- Ávila y la Literatura de la edad de Plata (2006). Ávila, Institución Gran Duque de Alba.
- Rutas literarias por la provincia. Universidad de Salamanca, Colección Aquilafuente
- Ávila en la obra de Ernest Hemingway (2008). Ávila, IGDA.

### Algunos artículos de investigación destacados
- (2023). Realidad, maravilla y literatura en el motivo medieval de los hijos perdidos. Revista de Filología Española, Vol. 103, n. 2, 447-473. Madrid,CSIC.
- (2022). Puesta en escena de la poesía recitada: últimas adaptaciones y espectáculos. En Rocío Santiago y Mario de la Torre-Espinosa: Teatro y poesía en los inicios del siglo XXI, 195-207. Madrid, Verbum.
- (2019). Poesía pixelada. La autobiografía en la poesía ultimísima. En Cartografía literaria. Homenaje a José Romera Castillo I, 421-37. Madrid, Visor.
- (2017). "Écfrasis y Autobiografía". Insula. Revista de letras y ciencias humanas, 847. Madrid. Espasa.
- (2012). “Las ciudades escriben su autobiografía. Espacio urbano y escritura autobiográfica”. Anales de literatura Española. Universidad de Alicante, 24, 307-318.
- (2011). “Antimodernidad y autobiografía en la escritura contemporánea española”. Rilce. Revista de Filología de la Universidad de Navarra.
- (2010) “El signo espacial en los relatos de El grano de maíz rojo de José Jiménez Lozano”. En Geografías Fabuladas. Madrid: Iberoamericana-Vervuet[9]
- (2009). Algunas consideraciones sobre el signo espacial en la escritura autobiográfica. Signa, UNED. 19, 371-394. Madrid: UNED.

### Traducciones
- Palabra y materia: cuatro poetas franceses. El toro de Granito, 1998
- Philippe Jaccottet. 24 poemas. Segovia, Pavesas.
- Poemas de Philippe Jaccottet. Pliegos de Yuste.

### Crítica de Arte
- Miguel Ángel Pastor: la materia sensitiva, la historia sensible. Ávila, Caja de Ávila
- El muchacho electrográfico. Juan Antonio Gil. Caja de Ávila, 2007
- Tras la ruina cultural. Juan Gil Segovia. Alcaraván y asfalto, 2014
- Los desastres iconográficos de Arribas: la mirada posmoderna sobre el arte tradicional. Alcaraván y asfalto, 2018